# ديل غينر
ديل غينر (بالإنجليزية: Del Gainer) هو لاعب كرة قاعدة أمريكي، ولد في 10 نوفمبر 1886 في مونتروز في الولايات المتحدة، وتوفي في 29 يناير 1947 في إلكينز في الولايات المتحدة.

## وصلات خارجية
- ديل غينر على موقعبيزبول رفرنس.كوم (الدوري الرئيسي) (الإنجليزية)
- ديل غينر على موقع جمعية أبحاث البيسبول الأمريكية (الإنجليزية)